# 後萊茵河

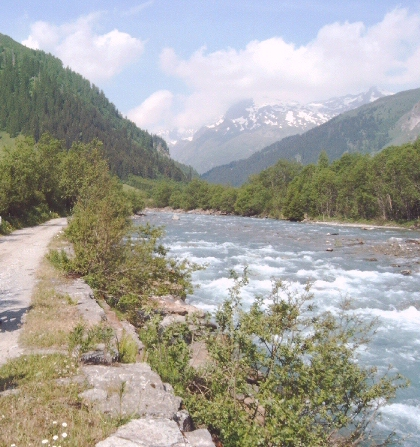

46°49′14.88″N 9°24′16.20″E / 46.8208000°N 9.4045000°E
後萊茵河（德語：Hinterrhein）是中歐的一条河流，是萊茵河的其中一個源頭，流經瑞士格勞賓登州，河道全長64公里，流域面積1,693平方公里，平均流量每秒59.6立方米。它源于莱茵瓦尔德峰等高峰的山麓，在赖谢瑙（Reichenau）与前萊茵河汇流成莱茵河。

## 河道和河谷
後萊茵河的河谷有三个比较宽的部分：莱茵瓦尔德（Rheinwald）最大的镇施普呂根、沙姆斯（Schams）最大的镇安德尔和多姆莱施格（Domleschg）及其最大的镇圖西斯。沙姆斯以上的罗夫拉什峡谷（Roflaschlucht）和以下的维亚马拉峡谷（Viamala）是过去有名的交通难通之道。
从后莱茵村徒步四小时可以到达後萊茵河的官方源头。河谷的上端通过圣贝纳迪诺山口与提契諾州相连。从施普呂根通过历史悠久的施普呂根山隘（Splügenpass）可以到达意大利松德里奧省基亚文纳。从圖西斯有道路通往达沃斯以及朱利耶山口（Julierpass）和阿尔布拉山口（Albulapass）。
用它最长的支流来计算後萊茵河全长72千米，比前莱茵河（76千米）稍稍短一点。但是它的流量59.6立方米每秒比前莱茵河大（53.8立方米每秒）。